# Acalypha rottleroides
Acalypha rottleroides är en törelväxtart som beskrevs av Henri Ernest Baillon. Acalypha rottleroides ingår i släktet akalyfor, och familjen törelväxter. Inga underarter finns listade i Catalogue of Life.